# The Writing’s on the Wall
The Writing’s on the Wall – drugi album amerykańskiej grupy Destiny’s Child i jednocześnie ostatnie wydawnictwo tej grupy jako kwartetu. Został wydany 27 lipca 1999 przez wytwórnię Columbia Records.
Album był wielkim sukcesem (9x platyna w USA) i został sprzedany w 13 milionach egzemplarzy na całym świecie. Był to najlepiej sprzedający się album w latach 1999 i 2000. Został nagrodzony jako najlepszy album R&B/Soul żeńskiej grupy. Piosenka „Say My Name” przyniosła grupie dwie nagrody Grammy w 2001 roku.

## Lista utworów
1. „Intro (The Writing’s on the Wall)” – 2:06
2. „So Good” – 3:14
3. „Bills, Bills, Bills” – 4:16
4. „Confessions” (featuring Missy Elliott) – 4:57
5. „Bug a Boo” – 3:32
6. „Temptation” – 4:06
7. „Now That She’s Gone” – 5:35
8. „Where’d You Go” – 4:15
9. „Hey Ladies” – 4:16
10. „If You Leave” (featuring R.L. of Next) – 4:35
11. „Jumpin’, Jumpin’” – 3:50
12. „Say My Name” – 4:31
13. „She Can’t Love You” – 4:05
14. „Stay” – 4:51
15. „Sweet Sixteen” – 4:13
16. „Outro” (Amazing Grace… Dedicated to Andretta Tillman) – 2:38

International bonus tracks
1. „Get on the Bus” – 4:44
2. „Bills, Bills, Bills” (Digital Black-N-Groove Club Mix)
3. „Say My Name” (Timbaland remix)

Special Edition bonus track
1. „Can’t Help Myself"

Płyta bonusowa
Źródło
1. „Independent Women Part I”
2. „Independent Women Part II”
3. „8 Days of Christmas”
4. „No, No, No Part 2”

## Pozycje na listach przebojów
| Lista (1999)                     | Nadawca certyfikatu                | Najwyższa pozycja | Certyfikatn             |
| -------------------------------- | ---------------------------------- | ----------------- | ----------------------- |
| Australian ARIA Albums Top 50    | ARIA                               | 2                 | 3x Platinum (210 000)   |
| Austrian Albums Chart            | Media Control                      | 18                |                         |
| Belgian (Flamandia) Albums Chart | Ultratop                           | 8                 |                         |
| Belgian (Walonia) Albums Chart   | Ultratop                           | 19                |                         |
| Canada Top 50 Albums             | CRIA/Nielsen SoundScan             | 2                 | 5x Platyna (500 000)    |
| Danish Albums Chart              |                                    | 16                |                         |
| Dutch Albums Chart               | MegaCharts                         | 3                 | 2x Platyna (160 000)    |
| Finnish Albums Chart             |                                    | 15                |                         |
| French Albums Chart              | SNEP/IFOP                          | 32                |                         |
| German Albums Chart              | Media Control                      | 21                |                         |
| New Zealand Albums Chart         | RIANZ                              | 6                 | 3x Platyna (45 000)     |
| Norwegian Albums Chart           | VG Nett                            | 6                 |                         |
| Swedish Albums Chart             | GLF                                | 21                |                         |
| Swiss Albums Chart               | Media Control                      | 23                |                         |
| UK Albums Chart                  | BPI/The Official UK Charts Company | 10                | 3x Platinum (1 000 000) |
| U.S. Billboard 200               | Billboard                          | 5                 | 8x Platyna              |
| U.S. Top R&B/Hip-Hop Albums      | Billboard                          | 2                 | 8x Platyna              |